# Bergholm (vid Jumo, Iniö)
Bergholm är en ö i Finland. Den ligger i Skärgårdshavet och i kommunen Pargas i landskapet Egentliga Finland, i den sydvästra delen av landet. Ön ligger omkring 50 kilometer väster om Åbo och omkring 200 kilometer väster om Helsingfors.
Öns area är 16,8 hektar och dess största längd är 0,9 kilometer i sydöst-nordvästlig riktning. Ön höjer sig omkring 10 meter över havsytan.